# Hanumanthapura, Koratagere
Hanumanthapura là một làng thuộc tehsil Koratagere, huyện Tumkur, bang Karnataka, Ấn Độ.